# Dubiwci
Dubiwci (ukr. Дубівці) – wieś na Ukrainie, w obwodzie czerniowieckim, w rejonie czerniowieckim, w hromadzie Mamajiwci. W 2024 liczyła 1250 mieszkańców.